# اللغة الأذرية الجنوبية
الأذرية الجنوبية نوع من اللغة الأذرية محكي شمال غرب إيران، وبين التركمان في شمال العراق وسوريا وأنحاء في تركيا. يتم التحدث بها على نطاق واسع في جنوب أذربيجان، و أذربيجان الإيرانية، وبدرجة أقل في المناطق المجاورة لتركيا والعراق ، مع مجتمعات أصغر في سوريا. في إيران، يتم التحدث بها بشكل رئيسي في شرق أذربيجان وأذربيجان الغربية وأردبيل وزنجان. كما يتم التحدث بها على نطاق واسع في طهران وعبر محافظة طهران ، حيث يشكل الأذربيجانيون إلى حد بعيد أكبر أقلية في المدينة والمقاطعة الأوسع ، التي تضم حوالي 1/6  من إجمالي سكانها. أفاد كتاب حقائق العالم لوكالة المخابرات المركزية أنه في عام 2010 ، شكلت نسبة المتحدثين الإيرانيين الأذربيجانيين حوالي 16 في المائة من السكان الإيرانيين، أو ما يقرب من 13 مليون شخص في جميع أنحاء العالم، والأذريون العرقيون يشكلون إلى حد بعيد ثاني أكبر مجموعة عرقية في إيران، مما يجعل اللغة أيضًا هي ثاني أكثر اللغات تحدثًا في الأمة. يذكر موقع إثنولوج أن 10.9 مليون إيراني أذربيجاني في إيران في عام 2016 و 13,823,350 في جميع أنحاء العالم. تشمل اللهجات من جنوب أذربيجان: أينالو ، قاراباباك ، تبريزي ، قشقاي، أفشاري (أفصار، أفشار)، شاهسافاني (شاهسيفن)، مقدم، بهارلو (كامش)، نافار، قاراغوزلو، بييشاجي (بيشاجي) ، ماراندلي.